# Barranc de Sant Bartomeu (Senterada)
El barranc de Sant Bartomeu és un barranc afluent del Flamisell, de la conca de la Noguera Pallaresa. Discorre íntegrament pel terme de Senterada, al Pallars Jussà.
Es forma a Vinyaplana per la unió de tres barrancs de muntanya, un dels quals és el barranc de Vinyaplana, i davalla cap a llevant per a abocar-se en el Flamisell entre la Casa Garbet al nord i la presa de Senterada al sud.